# Koji Fukushima
Koji Fukushima, nacido el 21 de agosto de 1973, es un ciclista japonés, ya retirado que fue profesional de 2004 a 2010.

## Palmarés
2004
- 1 etapa de The Paths of King Nikola
- Vuelta a Serbia, más 1 etapa
- Tour de China, más 1 etapa

2005
- 1 etapa del Tour de Siam
- 1 etapa del Tour de Langkawi

2006
- Boucles de la Mayenne

2007
- 1 etapa del Tour de Siam